# Roper v. Simmons
Pour les articles homonymes, voir Roper (homonymie).
Roper v. Simmons, 543 U.S.  551 (2005) est une décision de la Cour suprême des États-Unis, qui juge inconstitutionnel l'application de la peine de mort pour les personnes accusées d'un crime ayant été commis avant 18 ans (âge qui précède parfois la majorité légale aux États-Unis). Cinq juges, dont Anthony Kennedy, ont voté pour, contre quatre qui y étaient opposés (Antonin Scalia, le président de la Cour William Rehnquist, Clarence Thomas et Sandra Day O'Connor). Cette décision a renversé la jurisprudence établie par l'arrêt Stanford v. Kentucky (en) rendu en 1989, qui jugeait constitutionnelle l'imposition de la peine capitale pour les personnes de plus de 16 ans.

## L'affaire
L'affaire avait eu lieu au Missouri. Christopher Simmons, 17 ans en 1993, avait prévu d'assassiner et de voler Shirley Crook, avec deux amis plus jeunes, Charles Benjamin et John Tessmer. Ce dernier se désista. Simmons a convaincu les complices de l'aider en leur faisant croire que le fait d'être mineurs leur permettrait d'éviter une lourde peine. Ils ont finalement tué la victime en la jetant vivante, attachée dans une rivière.
Simmons est passé aux aveux, tandis qu'un témoignage de Charles Benjamin l'accusait de préméditation. Le jury déclara Simmons coupable et le condamna à la peine de mort.
À la suite de plusieurs procédures d'appel, chaque juridiction maintenant la décision initiale, l'affaire est remontée jusqu'à la Cour suprême du Missouri. Une décision de celle-ci, Atkins v. Virginia (en), datant de 2002, avait interdit la peine capitale pour les handicapés mentaux. La Cour suprême du Missouri jugea alors qu'un consensus national avait été développé « contre l'exécution de criminels adolescents » (a national consensus has developed against the execution of juvenile offenders), le condamnant à la prison à perpétuité incompressible (life without parole).
L'État du Missouri fit appel devant la Cour suprême des États-Unis, qui accepta d'entendre l'affaire.

## Le jugement
L'audience devant la Cour suprême fédérale s'est tenue le 13 octobre 2004. La défense de Simmons invoquait le VIIIe amendement de la Constitution, interdisant les châtiments cruels et inhabituels.
En 1988, la Cour suprême avait interdit, dans Thompson v. Oklahoma (en), l'exécution des criminels ayant moins de 16 ans lors des faits. Mais en 1989, elle avait autorisé, dans Stanford v. Kentucky (en), l'exécution des plus de 16 ans. Le même jour, elle avait jugé dans Penry v. Lynaugh (en) qu'il était constitutionnel d'exécuter les handicapés mentaux, décision renversée dans Atkins v. Virginia (2002), où la Cour affirma que les standards de décence avaient changé et qu'il était désormais anticonstitutionnel d'exécuter des handicapés mentaux.
Dans le cas Roper v. Simmons, la Cour fit appel à cette même "évolution des standards de décence" (evolving standards of decency) pour soutenir que l'exécution de personnes de moins de 18 ans lors des faits jugés constituait un châtiment cruel et inhabituel, contredisant les 8e et 14e amendements.
Le juge Anthony Kennedy écrit l'opinion majoritaire de la Cour, soutenue par les juges libéraux John Paul Stevens, David H. Souter, Ruth Bader Ginsburg et Stephen G. Breyer. Il cita un corpus sociologique et scientifique à l'appui d'un manque de maturité et de responsabilité des adolescents comparés aux adultes. 18 ans est l'âge de majorité civile dans 47 États (et dans les autres il est plus élevé).
La Cour cita aussi l'usage de moins en moins fréquent de la peine de mort, aux États-Unis, pour des criminels adolescents. En 2005, cette peine était légale dans 20 États, mais seulement 6 d'entre eux l'avaient appliquée depuis 1989. Trois seulement (l'Oklahoma, le Texas et la Virginie) l'avaient appliqué depuis 1995. Cinq des États qui l'autorisaient en 1989 l'avaient depuis aboli.
La Cour fit aussi référence à la législation d'autres États. Depuis 1990, seulement sept autres États (l'Iran, le Pakistan, l'Arabie saoudite, le Yémen, le Nigeria, la République démocratique du Congo, et la Chine) avaient exécuté des personnes accusées de crimes ayant été commis alors qu'elles avaient moins de 18 ans.
La Cour nota aussi qu'avec la Somalie, les États-Unis étaient le seul État au monde à ne pas avoir ratifié la Convention sur les droits de l'enfant de l'ONU du 2 septembre 1990, dont l'article 37 interdit l'usage de la peine capitale contre les moins de dix-huit ans. Le Pacte de New-York l'interdit également, et les États-Unis avaient ratifié ce traité en émettant une réserve sur cette disposition.

## Opinions dissidentes
Le juge Antonin Scalia rédigea une opinion dissidente rejointe par le président de la Cour William Rehnquist et le juge Clarence Thomas. Sandra Day O'Connor a aussi écrit une opinion dissidente mais n'a été rejointe par aucun autre juge.

### Opinion de Scalia
Scalia et Thomas affirmaient que la question du consensus parmi les États américains pour abolir la peine de mort n'était pas pertinente. En accord avec leur conception originaliste, selon laquelle il faut prendre en compte le sens originel de la Constitution des États-Unis, et non les modifications des usages qui ont pu avoir lieu depuis le XVIIIe siècle, ils ont affirmé que la seule question était de savoir si l'on considérait la peine de mort comme un châtiment cruel et inhabituel lorsque le VIIIe amendement a été ratifié en 1789.
À vrai dire, tout en rejetant la validité de l'argument du consensus, ils le contestaient également sur le fond : au moment où la décision a été prise la condamnation à mort d'un « mineur » était possible dans 20 des 38 États où la peine de mort était en vigueur, ce qui représente, pour reprendre l'expression du juge Scalia : « 53 % des États appliquant la peine de mort » (les juges de la majorité avaient eux choisi d'inclure les États ayant aboli la peine de mort dans leur calcul). Le fait que la peine de mort soit appliquée rarement aux « mineurs » ne signifie pas qu'elle soit inconstitutionnelle, mais simplement qu'il est rare qu'un mineur soit suffisamment coupable, eu égard à son crime et à sa maturité pour mériter la mort.
Scalia rejette avec encore plus de véhémence l'argument de la tendance internationale. Scalia estime que les États-Unis ont le droit d'appliquer leurs propres valeurs et leur propre système juridique même s'ils sont uniques au monde. Il compare cela avec le fait que les États-Unis sont le seul pays au monde à donner au droit à un procès devant un jury une application aussi large (il est valable si la peine encourue n'est que de six mois de prison et même parfois en matière civile).

### Opinion de O'Connor
O'Connor a fait valoir des arguments similaires à ceux de Scalia bien qu'ils soient plus modérés. 
Contrairement au juge Scalia, elle considère que les règles internationales permettraient d'appuyer un consensus national, mais encore faudrait-il que ce consensus existe. Pour la juge O'Connor, trop peu de choses ont changé depuis 1989 pour que la Cour suprême renverse son précédent. 
Elle reproche aussi à la Cour le fait d'avoir toléré que la Cour suprême du Missouri renverse de son propre chef un arrêt de la Cour suprême fédérale. 
O'Connor avait voté pour la décision Atkins qui interdit la peine de mort pour les retardés mentaux, mais elle explique qu'une personne atteinte d'une telle pathologie est intrinsèquement moins responsable, alors qu'un jeune de 17 ans peut parfois être aussi intelligent et coupable qu'un "adulte".
O'Connor est une partisane du droit des États, son avis est surtout que la question de l'âge minimum pour la peine de mort, comme d'autres questions de sociétés, devrait être résolue par les élus et non par les juges. Elle dit que si elle était membre de la législature d'un État, elle voterait pour que l'âge minimum pour encourir la peine de mort soit de 18 ans.

## Bilan
La décision s'inscrit dans une série jurisprudentielle des années 2000 ayant pour effet de limiter la peine de mort, avec Atkins v. Virginia en 2002 et Kennedy v. Louisiana en 2008. Elle a été permise par le juge Kennedy, le seul conservateur à avoir voté la décision, qu'il a rédigée. Pourtant en 1989, Kennedy avait voté en faveur de Stanford v. Kentucky qui validait la condamnation à mort pour un crime commis à 16 ans. Dans la décision, il justifie le revirement de jurisprudence par l'évolution que cette question a subi depuis 1989, notamment le fait que cinq États aient entre-temps voté la hausse à 18 ans de l'âge pour encourir la peine de mort. À cela s'ajoute le fait qu'entre les deux décisions, la peine de mort a été rétablie à New York, au Kansas et par le gouvernement fédéral, et tous trois ont choisi l'âge de 18 ans. 
Au-delà de la peine de mort, la décision a créé un précédent selon lequel les moins de 18 ans sont de façon générale moins coupables et répréhensibles que les adultes. Après la décision, les organisations de défense des droits de l'Homme ont continué à s'opposer à ce que des mineurs soient condamnés à des peines de prison à vie sans possibilité de libération conditionnelle, ce qui est également proscrit par la convention sur les enfants (mais pas par le pacte de New-York). En 2010, la Cour continuait dans ce sens en déclarant dans l'affaire Graham v. Florida qu'il est inconstitutionnel de condamner un mineur à la perpétuité réelle s'il n'a pas commis de meurtre. En 2012, dans l'affaire Miller v. Alabama, la Cour ajoute que si un mineur peut être condamné à perpétuité réelle pour meurtre, cette sanction ne doit pas être automatique et le juge doit être libre de prononcer une peine inférieure.
Mais reste qu'il est toujours possible de se faire condamner à perpétuité réelle pour un meurtre quel que soit l'âge auquel il a été commis (les plus jeunes n'avaient que 13 ans au moment des faits). Et pour les crimes non-homicides, les mineurs peuvent également se faire condamner à la perpétuité avec une période de sûreté très longue (40 ans par exemple).
Enfin la décision Roper v. Simmons reste toujours débattue pour son caractère internationaliste. À l'époque, l'Union européenne et une association d'anciens diplomates américains avaient déposé chacun un mémoire en soutien des intimés.[réf. souhaitée] Un contexte polémique qui se ressentait dans les questions du juge Scalia à l'audience : « Les pays de l'Union européenne ont-ils aboli la peine de mort par référendum ? » ou encore (et non sans humour) « Que pensait John Adams des Français ? ».